# Aurlandsfjord
L'Aurlandsfjord est un fjord situé dans le comté de Vestland en Norvège. Il a une longueur d'environ 29 kilomètres et est une branche du Sognefjord. Il est bordé par les communes d'Aurland, de Vik et de Lærdal.
À 11 km de sa confluence avec le Sognefjord, l'Aurlandsfjord est rejoint par le Nærøyfjord, classé avec le Geirangerfjord sur la liste du patrimoine mondial de l'UNESCO depuis 2005, sous l'appellation de fjords de l'Ouest de la Norvège.